# Anthessius arcuatus
Anthessius arcuatus is een eenoogkreeftjessoort uit de familie van de Anthessiidae. De wetenschappelijke naam van de soort is voor het eerst geldig gepubliceerd in 1992 door López-González, Conradi, Naranjo & Garcia-Gómez.